# Seringhausen
Seringhausen ist ein Stadtteil von Erwitte im Kreis Soest, Nordrhein-Westfalen. 
Das Dorf liegt am Südrand des Stadtgebietes von Erwitte nördlich der Autobahn A44. Nördlich des Ortes verläuft die Bundesstraße 1. Zentrum des Ortes ist die Fachwerkkapelle St. Maria Magdalena. Seringhausen ist durch die Landwirtschaft geprägt, es gibt keine Geschäfte im Ort. 

## Geschichte
Etwa einen Kilometer südlich des Dorfzentrums ist ein Teilstück der Neuengeseker Landwehr erhalten. Dicht neben der Landwehr befindet sich als letzter Rest eines ehemaligen Wartturms ein rundlicher Hügel, der im Volksmund Hexenhügel genannt wird.
Am 1. Januar 1975 wurde die bis dahin selbstständige Gemeinde Seringhausen im Zuge der kommunalen Neugliederung in Nordrhein-Westfalen ein Ortsteil der Stadt Erwitte.

## Ortsvorsteher
Meinolf Hötte (SPD)